# Cantó de Thionville-Est
El cantó de Thionville-Est és un cantó francès del departament del Mosel·la, situat al districte de Thionville-Est. Compta amb part del municipi de Thionville (Diddenuewen).
| Data d'elecció                           | Identitat        | Partit        | Qualitat |
| ---------------------------------------- | ---------------- | ------------- | -------- |
| 1985-1994                                | André Lacroix    | Divers droite |          |
| 1994-2008                                | Maurice Grunwald | UDF           |          |
| 2008-                                    | Isabelle Rauch   | PS            |          |
| les dades anteriors no són pas conegudes |                  |               |          |
|                                          |                  |               |          |